# Zarak le valeureux
Pour plus de détails, voir Fiche technique et Distribution.
Zarak le valeureux (titre original : Zarak) est un film britannique réalisé par Terence Young, sorti en 1956.

## Synopsis
En 1860, à la frontière entre l’Inde britannique et l'Afghanistan. Zarak Khan (Victor Mature) est surpris par son père, un chef de tribu tyrannique, en train d'embrasser une des épouses de son harem, la belle Salma (Anita Ekberg). Condamné à mort pour cet outrage, Zarak doit fuir. Celui-ci devient alors un célèbre hors-la-loi et sème l'effroi dans le pays avec sa troupe de bandits. Dès lors, l’armée britannique, dirigée par le Commandant Michael Ingram (Michael Wilding), se lance sur ses traces. Mais quand Ingram est capturé par Ahmed, un des ennemis de Zarak, celui-ci risque sa vie pour sauver l’officier britannique.

## Fiche technique
- Titre original : Zarak
- Titre français : Zarak le valeureux
- Réalisation : Terence Young, assisté de John Gilling, Yakima Canutt
- Scénario : Richard Maibaum
- Photographie : Cyril J. Knowles, Ted Moore, John Wilcox
- Montage : Alan Osbiston, Bert Rule
- Musique : William Alwyn
- Direction artistique : John Box, William C. Andrews (non crédité)
- Costumes : Phyllis Dalton
- Société de production : Warwick Film Productions
- Société de distribution : Columbia Pictures
- Pays d'origine :  Royaume-Uni
- Langue : Anglais
- Format : Couleur (Technicolor) — 35 mm — 2,55:1 (CinemaScope) — Son : Mono (Western Electric Recording)
- Genre : Film d'aventure, Film d'action, film romantique
- Durée : 99 minutes (1 h 39)
- Dates de sortie :
  -  Japon : 12 décembre 1956
  -  États-Unis : 25 décembre 1956
  -  Canada : 31 décembre 1956
  -  Royaume-Uni : 10 janvier 1957 (Londres, première) | 11 février 1957 (sortie nationale)
  -  Allemagne de l'Ouest : 1er février 1957
  -  Italie : 28 mars 1957
  -  Australie : 12 avril 1957
  -  France : 17 avril 1957

## Distribution
- Victor Mature (VF : Jean Davy) : Zarak Khan
- Michael Wilding (VF : Marc Cassot) : Major Michael Ingram
- Anita Ekberg (VF : Thérèse Rigaut) : Salma
- Bonar Colleano (VF : Michel Gudin) : Biri
- Eunice Gayson (VF : Rolande Forest) : Cathy Ingram
- Finlay Currie (VF : Jean Violette) : Le mollah
- Peter Illing (VF : Serge Nadaud) : Ahmad
- Bernard Miles (VF : Jean Clarieux) : Hassu
- Patrick McGoohan (VF : Jean-Claude Michel) : Moor Larkin
- André Morell (VF : Fernand Fabre) : Major Atherton
- Harold Goodwin : Sergent Higgins
- Eddie Byrne (VF : Georges Aminel) : Kassim, le frère de Zarak
- Frederick Valk (VF : Pierre Morin) : Haji Khan, le père de Zarak
- Alec Mango (VF : François Valorbe) : Akbar, le marchand
- Arnold Marlé (VF : Paul Forget) : le vieillard vendeur de fleurs
- Conrad Phillips (VF : Jean-Pierre Duclos) : Johnson, le jeune officier
- Tutte Lemkow (non crédité) : le danseur à l'épée

## À noter
- Le tournage s'est déroulé du 7 novembre 1955 au 18 février 1956, en Birmanie, au Maroc ainsi qu'aux studios d'Elstree, dans le Hertfordshire.